# Stronghold Crusader
Stronghold Crusader (рус. Крепость: Крестоносец) — компьютерная игра в жанре стратегии в реальном времени, является второй в серии Stronghold и создана на движке первой игры. Разработана компанией Firefly Studios и совместно издана компаниями Take-Two Interactive и God Games в 2002 году. Сюжет игры посвящён крестовым походам на Ближнем Востоке. 28 мая 2008 состоялся выпуск дополнения Stronghold Crusader Extreme, включающего новые миссии.

## Режимы игры

### Исторические кампании
В игре доступны 4 исторические кампании:
- «К оружию!» — кампания, посвящённая Первому крестовому походу 1094—1099 годов, начиная от осады Никеи и заканчивая взятием крестоносцами Иерусалима. Самая простая кампания, в ходе которой игрок осваивает управление замком, принципы обороны и осады. Осадными миссиями являются только первая и последняя.
- «Завоевания Саладина» — кампания, посвящённая походам Саладина 1187 года. У игрока под контролем только арабские войска, нет собственной базы, все миссии осадного типа. Кампания охватывает период от подавления Саладином мятежа в Дамаске до взятия арабами Иерусалима. Кампания позволяет игроку изучить особенности управления арабскими войсками.
- «Королевский Крестовый поход» — кампания, посвящённая походу короля Англии Ричарда Львиное Сердце, императора Германии Фридриха I Барбароссы и короля Франции Филиппа II и попытке освобождения Иерусалима. Все миссии носят чисто оборонительный характер (только в последней игроку предоставляется возможность захватить замок, а затем его удержать). Кампания охватывает период от попыток Саладина взять Бельвуар и Тир до битвы при Яффе.
- «Войны крестоносцев» — кампания, которая не претендует на историческую достоверность, но отражает дух эпохи войн между государствами крестоносцев за земли на Ближнем Востоке. В миссиях появляются антагонисты из кампании Stronghold: Герцог де Пюс («Крыса»), герцог Борегар («Змея»), герцог де Трюф («Кабан») и герцог ди Вольпе («Волк»). Каждая карта для миссии соответствует карте из режима «Отдельных карт» для игры против компьютера, но немного отличается. В ходе кампаний игроку предстоит победить в каждой миссии того или иного феодала и его союзников.

### «Путь крестоносца»
В игре присутствует особая кампания — «Путь крестоносца». Она состоит из 50 карт, не связанных определённым сюжетом, несмотря на заголовок «50 сюжетно-связанных миссий». Игрок проходит 50 миссий, приближаясь к цели. В каждой миссии есть определённые враги и союзники (последние встречаются не во всех уровнях). По мере прохождения кампании миссии будут становиться труднее, а враги опаснее. Некоторые карты встречаются несколько раз. Тактика каждого противника в игре (строящийся замок, размещение зданий) предварительно определена, что упрощает в какой-то мере борьбу против каждого противника.

### Отдельные карты
Это классический режим поединка против компьютерного противника. Игра может проходить на одной из самостоятельных карт, а также карт, созданных игроком. Игрок может настроить число компьютерных противников (от 1 до 7), союзы и начальные условия поединка (позиции игроков на карте, запасы золота и численность войск). Цель каждого поединка — убить предводителей врагов (вражеских лордов).

### Свободное строительство
Этот режим игры, известный по первой части игры. Игроку предлагается построить деревню, замок и т. п. на местности без каких-либо ограничений. Также доступен редактор событий, вызываемый клавишей «F1».

### Редактор карт
Данный режим позволяет создать свою собственную карту — для многопользовательской игры, игры с компьютерными противниками, свободное строительство и отдельную миссию.

## Война
Военная система в целом не претерпела серьёзных изменений по сравнению с первой частью игры, однако была расширена. В частности, добавилась возможность сжечь деревянные вражеские строения при помощи новых специальных юнитов (раб, огнеметатель, огненная баллиста).
Добавлена арабская ветка войск из 7 видов юнитов (раб, арабский лучник, пращник, арабский мечник, ассасин, конный лучник и огнеметатель). Все эти войска нанимаются в лагере наёмников по высокой цене (кроме рабов и пращников), так как не требуют изготовления или покупки оружия. К осадным орудиям добавили огненные баллисты, которыми можно как поджигать вражеские строения, так и уничтожать юнитов противника.
Новые уникальные юниты — ассасины, которые способны взбираться на вражеские стены с помощью кошек, перебивать охрану, открывать ворота или нейтрализовывать стрелков. До подхода к врагу они остаются невидимыми.

## Экономика
Все цепочки производства остались прежними. Изменились некоторые цены на здания и на товары.

### Строительство замка
Замок состоит из основных рядов обороны (стен, башен и барбаканов) и вспомогательных построек (казарма, лагерь наёмников, гильдии сапёров и инженеров). Барбаканы служат для пропуска своих войск через систему обороны, также через них войска могут подняться на стены. К барбаканам могут быть пристроены подъёмные мосты через ров. Основная часть стрелковых войск в обороне размещается на башнях. Они различаются по размерам, вместимости войск, затратам камня на постройку и прочности. Добавлена сторожевая башня, позволяющая вести обстрел на дальние дистанции, но вмещающая только пять бойцов. На двух особо больших типах башен можно размещать метательные орудия. Кроме этого, в замке есть строения для найма войск — казармы и лагерь наёмников. В гильдиях инженеров и сапёров можно нанимать вспомогательных юнитов. В отличие от первой части, здесь отсутствует возможность строить укрепления и казармы из дерева: деревянные стены и деревянные башни заменены низкими каменными стенами и высокими, но не столь надёжными сторожевыми башнями.

### Добыча ресурсов
Для работы замка нужны ресурсы. Все они хранятся на складах, которые нужно время от времени расширять. В игре из добываемого сырья доступны камень, железо, нефть и дерево. Древесину добывают лесорубы, срубая деревья в лесу, а все остальные ресурсы добываются на месторождениях. Для транспортировки камня требуются привязи с волами.

### Сельское хозяйство
Сельское хозяйство необходимо для обеспечения населения провиантом. Доступны яблоки, мясо, сыр, хлеб и эль. Яблоки, сыр и мясо производятся прямо на фермах, а хлеб и эль проходят долгую производственную цепочку. Хлеб при этом является наиболее эффективным способом организовать поставки пищи в замок. Все полуфабрикаты (мука, пшеница и хмель) хранятся на складе, также как и эль. Еда хранится в амбаре. Существенным отличием стало то, что теперь фермы можно размещать только в оазисах.

### Городские строения
Они обеспечивают жизнедеятельность города. Основным строениями в городе являются: дома (для обеспечения жильём населения), церкви, колодцы и чаны с водой (для тушения пожаров), а также аптеки. Также возможно создавать объекты устрашения и развлечений (т. н. «кнуты» и «пряники»), постройка которых влияет на популярность правителя, скорость производства ресурсов и мораль войск. По сравнению с обычным Stronghold произошли серьёзные изменения: теперь для строительства храмов нужно только золото, а церковь и собор автоматически дают бонус к популярности правителя. Чаны с водой присутствуют только в Stronghold Crusader.

### Оружейные мастерские
В мастерских производят оружие для армии. Различные рода войск требуют свои типы вооружений, которые и производятся в мастерских. Большинство мастерских требуют для работы дерево (луки, арбалеты, копья, пики) или железо (булавы, мечи, металлическая броня), а кожевенная мастерская — шкуры коров с молочных ферм (для кожевенной брони).

## Дополнения

### Stronghold Crusader Warchest
Дополнение для Stronghold Crusader. По сравнению с оригинальной игрой добавилось:
- 8 дополнительных компьютерных противников
- Дополнительная кампания, состоящая из 30 миссий

### Stronghold Crusader Extreme
Единственное дополнение к игре, выпущенное официальным разработчиком. Может выполняться в качестве модификации и устанавливаться на стандартную игру Stronghold Crusader любой версии. По сравнению с оригинальной игрой версии 1.1 добавилось:
- 8 дополнительных компьютерных противников
- Дополнительная кампания из 20 миссий
- Новые тактические приёмы: возможность мгновенного вызова подкреплений или специальных атак
- «Бесконечные» войска
- Новые карты[1]

## Отзывы
| Сводный рейтинг       | Сводный рейтинг       |
| Агрегатор             | Оценка                |
| --------------------- | --------------------- |
| GameRankings          | 80,55 %               |
| Metacritic            | 78 / 100 (14 обзоров) |
| Иноязычные издания    |                       |
| Издание               | Оценка                |
| AllGame               | [ 4 ]                 |
| CVG                   | 8,2 / 10              |
| GameSpy               | [ 6 ]                 |
| IGN                   | 8,4 / 10              |
| Русскоязычные издания |                       |
| Издание               | Оценка                |
| Absolute Games        | 60 %                  |
| «Домашний ПК»         | [ 9 ]                 |
| «Игромания»           | 8,0 / 10              |
| «ЛКИ»                 | 78 %                  |
| «Страна игр»          | 7,0 / 10              |

| Сводный рейтинг | Сводный рейтинг |
| Агрегатор       | Оценка          |
| --------------- | --------------- |
| GameRankings    | 50,50 %         |